# Kenyas Billie Jean King Cup-lag
 Kenya Billie Jean King Cup-lag representerar Kenya i tennisturneringen Billie Jean King Cup, och kontrolleras av Kenyas tennisförbund. 

## Historik
Kenya deltog första gången 1991.